# والاس بايك
والاس بايك هو عسكري كندي، ولد في 22 ديسمبر 1899 في دومينيون نيوفاوندلاند، وتوفي في 11 أبريل 1999 في باي روبرتس في كندا.